# 클라우스 쇼르만

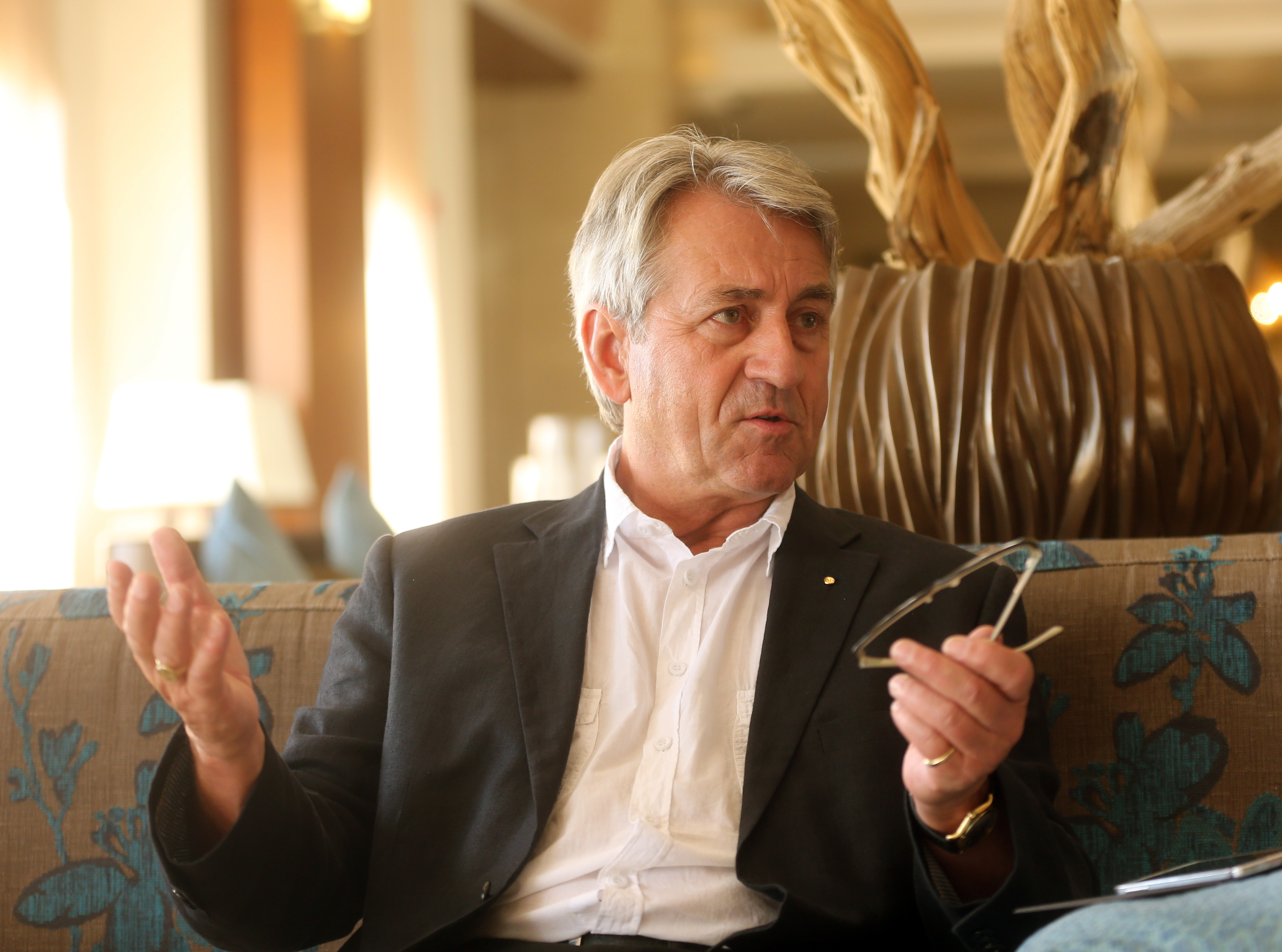
클라우스 쇼르만

클라우스 쇼르만(Klaus Schormann)은 독일의 스포츠인이다. 괴팅겐 출신으로 2021년 현재 국제 근대5종 연맹의 회장이다.